# Gourbia staphylinella
Gourbia staphylinella är en fjärilsart som beskrevs av Pierre Chrétien. Gourbia staphylinella ingår i släktet Gourbia och familjen äkta malar. Inga underarter finns listade i Catalogue of Life.